# Farkas Sándor (színművész)
Farkas Sándor (1989. április 30. –) magyar színművész.

## Életpályája
1989-ben született. Kezdetben villanyszerelőnek tanult. 2016-ban végzett a Kaposvári Egyetem színművész szakán. 2016-tól a Miskolci Nemzeti Színház tagja.

## Filmes és televíziós szerepei
- Veszettek (2015)
- 200 első randi (2019)
- Drága örökösök (2019) ...Zentai Dominik